# Цековка

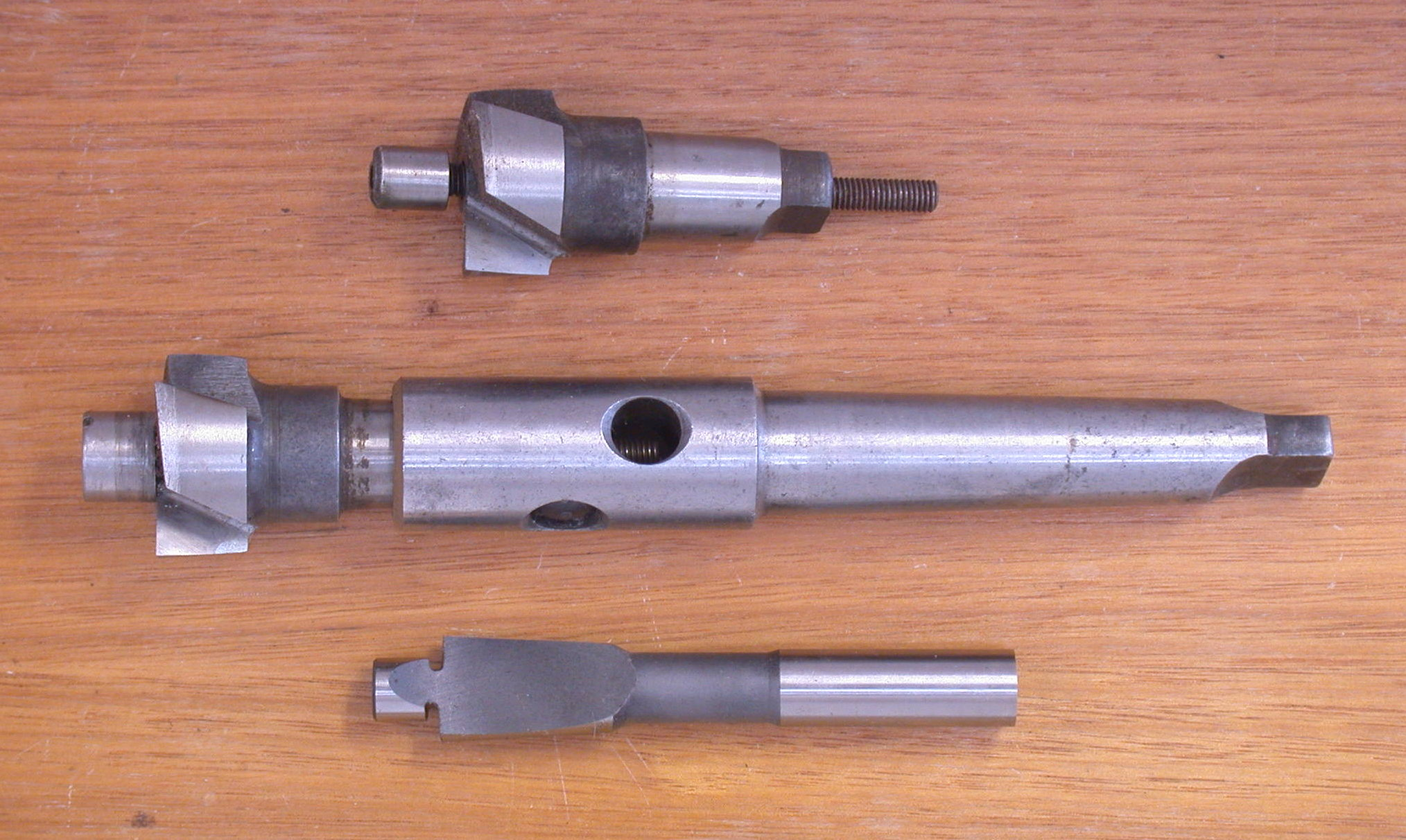

Цеко́вка — режущий инструмент для обработки отверстий в деталях с целью получения цилиндрических углублений, опорных плоскостей вокруг отверстий или снятия фасок центровых отверстий. Применяется для обработки просверлённых отверстий под головки болтов, винтов и заклёпок.
Цекова́ние — процесс обработки с помощью цековки отверстия в детали для образования гнёзд под потайные головки крепёжных элементов (заклёпок, болтов, винтов).
Зачастую роль цековки может выполнять сверло со сменными прямоугольными пластинами либо концевая фреза.

## Виды цековок
Цековки бывают двух видов:
- Прямые
- Обратные (используются при отсутствии подхода, состоят из двух частей режущей головы и направляющей)

Головы цековок могут быть как с радиусом (образующим закругление по кромке обрабатываемого углубления) так и без радиуса.